# Chlewice (województwo świętokrzyskie)

Plan Chlewic

Chlewice – wieś w Polsce położona w województwie świętokrzyskim, w powiecie włoszczowskim, w gminie Moskorzew.
Wieś jest podzielona drogą krajową 78 (czyli ulica 16 Stycznia), na dwa sołectwa Chlewice Wieś i Chlewice Kolonia. Do 2004 sołectwo na północ od DK 78 nosiło nazwę Kolonia Chlewska.

## Położenie
Chlewice leżą 6 km na wschód od Moskorzewa, 26 km na południe od Włoszczowy, 61 km na południowy zachód od Kielc, na obszarze Płaskowyżu Jędrzejowskiego.
Na terenie wsi znajdują się źródła Kwilinki, dopływu Białej Nidy.

## Komunikacja
Przez miejscowość przebiega droga krajowa 78 z Chmielnika do przejścia granicznego w Chałupkach.
Na przystanku PKS zlokalizowanym przy tej drodze zatrzymują się autobusy dalekobieżne do Katowic, Ostrowca Świętokrzyskiego, Starachowic, Tarnobrzega oraz autobusy obsługujące trasy lokalne do Włoszczowy, Szczekocin, Jędrzejowa, Sędziszowa oraz innych okolicznych miejscowości.

## Historia
Wieś Odrowążów Szczekockich. Notowana jako własność szlachecka spadkobierców Spycimira Leliwity – Spytka z Melsztyna od 1373 roku.
- 1373–1374 nowo ufundowana parafia w Chlewicach, płaci świętopietrze 7 skojców ½ grosza[8]
- 1385 królowa Jadwiga na prośbę Spytka wojewody krakowskiego nadaje prawo magdeburskie jego miastom i wsiom, między innymi Chlewicom
- w tym samym roku 1385 wojewoda krakowski Spytek z Melsztyna występuje przeciwko Pęcławowi z Lubachowy o granice „cum Cheuischkij”
- 1400 wyrokiem sądu ziemskiego krakowskiego mieszkańcy Chlewic mają prawo odpowiadać tylko przed sądem ukonstytuowanym na prawie niemieckim według przywilejów Władysława Jagiełły.[7]
- 1453 powstaje kościół w Chlewicach, kolatorem był Paweł Odrowąż, kasztelan lwowski
- 1464 – rozgraniczenie wsi Chlewice i Chlewska Wola, 1464 Jan z Moskorzowa występuje przeciwko Pawłowi z Chlewic kasztelanowi lwowskiemu o to, że ten nie wyznaczył granic i nie usypał kopców między Wolą Chlewicką Jana i Chlewic Pawła „et hereditatem ville sua Vola usurparis alias posabyasch” na szkodę 100 grz. Paweł zeznaje, że nie mógł rozgraniczyć tych dóbr, ponieważ Chlewice należą do jego dzieci po matce – żonie Pawła, a on sprawuje tylko opiekę nad nimi[7].
- 1598 – Chlewice stanowią własność Hieronima Dembińskiego, mają niekonsekrowany kościół pod wezwaniem św. Filipa i św Jakuba Apostoła do parafii należą tylko Chlewice,
- 1629 – konsekracja pokrytego gontem kościoła, któremu patronuje św. Jakub,
- 1827 – wieś zamieszkuje 279 mieszkańców w 26 domach,
- 1862 – rozbiórka skromnego drewnianego kościoła,
- 1792 - W dobie Sejmu Wielkiego Chlewice należały do powiatu lelowskiego[9][10].
- 1864 – Michał Bontoni właściciel majątków w Chlewicach i Pradle wystawia nowy, większy od poprzedniego kościół,
- 1881 – wieś zamieszkuje 667 mieszkańców w 58 domach (w tym 5 murowanych),
- 1921 – Według spisu powszechnego z roku 1921 miejscowość Chlewice posiadała 253 budynki (w tym 4 niezamieszkane) i 1539 mieszkańców w tym 88 wyznania mojżeszowego, z których 37 deklarowało narodowość polską[11].

W latach 1954–1972 wieś należała i była siedzibą władz gromady Chlewice. W latach 1975–1998 miejscowość administracyjnie należała do województwa częstochowskiego.

## Zabytki

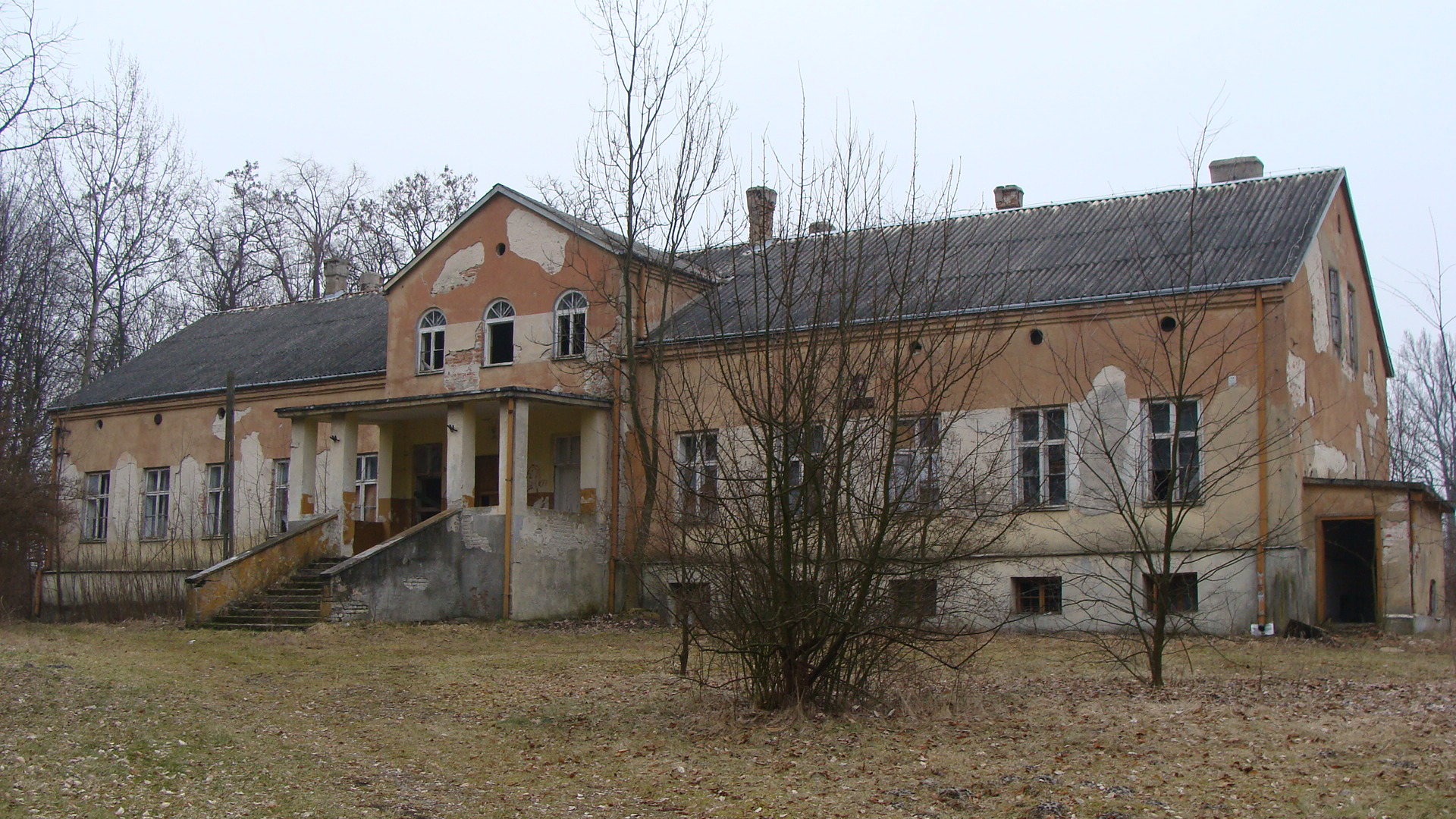
Dwór

- Kościół parafialny pw. św. Jakuba Apostoła, murowany w latach 1862–1864
- Cmentarz parafialny z początku XIX wieku
- Zespół dworski:
  - dwór murowany z XIX w., przebudowany
  - park z XVII wieku, przekomponowany na przełomie XIX/XX w.